# Municipio de San Pedro Taviche
El municipio de San Pedro Taviche es uno de los 570 municipios del estado mexicano de Oaxaca. Su cabecera es la localidad de San Pedro Taviche.

## Geografía
El municipio de San Pedro Taviche colinda al norte con los municipios de San Jerónimo Taviche y San Baltazar Chichicápam; al este con los municipios de Yaxe y Santa María Zoquitlán; al sur con los municipios de San Luis Amatlán y San Juan Lachigalla; y al oeste con los municipios de Ejutla de Crespo y San José del Progreso.

## Localidades
El municipio de San Pedro Taviche cuenta con dos localidades.
| Localidad         | Población (2020) |
| ----------------- | ---------------- |
| San Pedro Taviche | 1438             |
| Guigorene         | 3                |

## Gobierno
El municipio de San Pedro Taviche se rige mediante el sistema de usos y costumbres.
| Presidente municipal       | Periodo   |
| -------------------------- | --------- |
| Ceferino Hernández Díaz    | 1999-2001 |
| Víctor Ramírez Hernández   | 2002-2004 |
| Jenaro Muñóz Rodríguez     | 2005-2007 |
| Pablo Rodríguez Ruiz       | 2008-2010 |
| Isaac Matías Rodríguez     | 2011-2013 |
| Eduardo Díaz Altamirano    | 2013-2016 |
| Sergio Rodríguez Hernández | 2017-2019 |
| Macedonio Díaz Palma       | 2020-2022 |
| Rogelio Matías Vega        | 2023-2025 |